# Rhodri de Grote
Rhodri ap Merfyn, beter bekend als Rhodri Mawr (Rhodri de Grote), (overleden 878) was koning van Gwynedd van 844 tot 878. Hij breidde zijn macht ook uit buiten de grenzen van Gwynedd, en was daarmee de eerste die een groot deel van Wales onder zijn bewind had.
Hij was de zoon van Merfyn Frych, de vorst van Gwynedd en volgde hem op in 844. Toen in 856 Cyngen ap Caddell, de koning van Powys, stierf, wist Rhodri ook daar de macht te grijpen. Hetzelfde gebeurde in Seisyllwg na het overlijden van Gwgan ap Meurig in 872. In beide gevallen was er een claim dat Rhodri via de vrouwelijke lijn met het koninklijk geslacht verbonden was - zijn moeder Nest was een zuster van Cyngen, zijn vrouw Angharad van Gwgan. Het koninklijk geslacht van Ceredigion (Seisyllwg) kwam hiermee aan zijn eind, en Powys zou pas meer dan 200 jaar later weer een eigen vorst zou hebben.
Een belangrijke factor in Wales in zijn tijd waren de aanvallen van de Vikingen. In 856 boekte hij een belangrijke overwinning op de Deense vikingleider Ormr, die zijn roem tot in Ierland en Frankenland liet reiken. Ook meer algemeen lijken Rhodri en zijn nakomelingen effectief geweest te zijn in het bestrijden van de Vikingen, wat blijkt uit het feit dat er geen kolonisatie door Vikingen in Wales was in deze tijd, zoals dat wel het geval was in Ierland, Engeland en Frankrijk, hoewel een gebied als Anglesey daar zeker geschikt voor zou zijn geweest.
Desondanks herbegonnen in 871 de Vikingaanvallen op Wales, en in 877 werd Rhodri zelfs gedwongen te vluchten naar Ierland. Al in 878 was hij terug aan de macht, maar datzelfde jaar sneuvelde hij in een strijd met de Angelsaksen, evenals zijn zoon Gwriad.
Rhodri werd opgevolgd door zijn zoons. Er wordt gezegd dat hij zes zonen had, maar latere bronnen geven meer namen - vermoedelijk om valse genealogieën te kunnen vormen die diverse vooraanstaande personen uit latere tijden als nakomelingen van Rhodri tonen. Voor zover bekend zijn zijn overlevende zonen Anarawd, Cadell en Merfyn. Mogelijk werd het rijk verdeeld, waarbij Anarawd Gwynedd, Cadell Seisyllwg en Merfyn Powys kreeg, maar het is ook mogelijk dat de broers gezamenlijk het gehele rijk regeerden, waarbij Anarawd als 'primus inter pares' optrad, wat mogelijk aangeeft dat hij de oudste was.